# Arachnothryx
Arachnothryx là một chi thực vật có hoa trong họ Thiến thảo (Rubiaceae).

## Loài
Chi Arachnothryx gồm các loài: